# Svensköps landskommun
Svensköps landskommun var en tidigare kommun i dåvarande Malmöhus län.

## Administrativ historik
Den bildades 1 januari 1863 då 1862 års kommunalförordningar trädde i kraft. 
Kommunen omfattade Svensköps socken i Frosta härad i Skåne med de nio byarna Bylycke, Elmhult, Harphult, Hulta, Högestad, Kilhult, Maa, Svensköp och Östenköp.
Vid tillkomsten av landskommunerna ersattes sockenstämmorna av kommunalstämmor som blev den borgerliga kommunens beslutande organ. 
Svensköps kommun upphörde vid utgången av år 1951 då den gick upp i Östra Frosta kommun, en storkommun som bildades vid kommunreformen 1952. Området ingår sedan 1969 i Hörby kommun.

## Politik

### Mandatfördelning i valen 1938-1946
| 4 | 11 |

| 13 |

| 2 | 2 | 11 |

| 13 |

| 2 | 3 | 10 |

| 13 |

### Svensköps kommunalnämnds ordförande
- 1863-1866 Nils Svensson
- 1867-1886 Ola Christensson
- 1887-1894 Anders Svensson
- 1895-1898 Ola Lundberg
- 1898-1902 Per Andersson
- 1903-1910 Jöns Olsson
- 1911-1914 Ola Jönsson
- 1915-1918 Per Persson
- 1919-1922 Per Mårtensson
- 1923-1926 Anders Olsson
- 1927-1930 Oskar Rignell
- 1931-1944 Nils Persson
- 1945-1951 Olof Frejbrandt